# タゴボウモドキ
タゴボウモドキ (Ludwigia hyssopifolia) は、アカバナ科チョウジタデ属の植物。湿地などに生育している湿生植物である。

## 分布
中国、インド、フィリピン、マレーシアなどに自生。オーストラリアやアフリカ、南アメリカなどにも分布域を広げている。

## 特徴

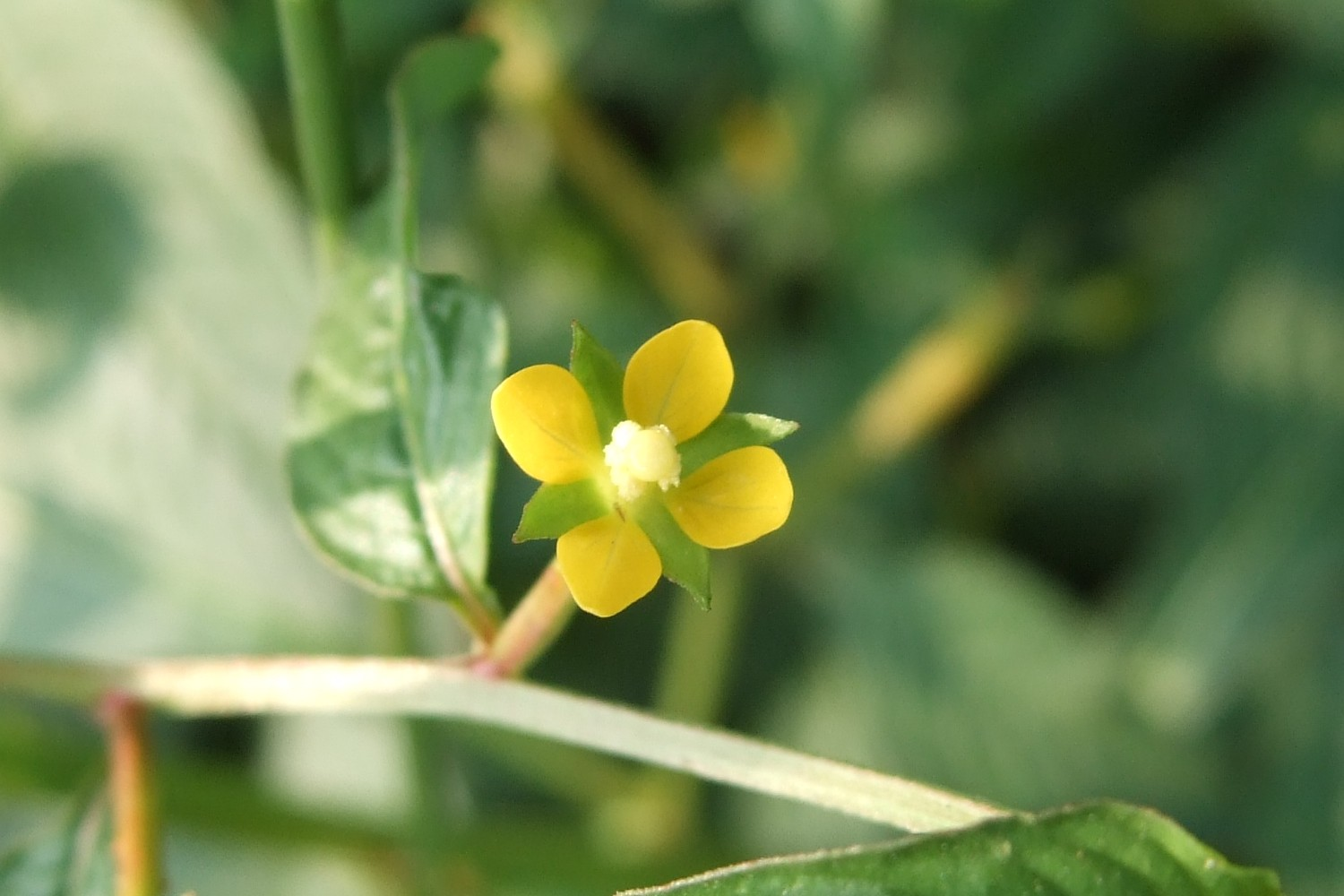
花

一年草であるが、基部が木質化して越冬することもある。湿地などに生育し、水中でも抽水形をとって生育できる。茎長は最大3mにも達し、よく分枝する。葉は楕円形で、長さ2-9cm、幅0.5-2cm。花期は1-2月、花弁は黄色で、大きさは1-3mm。がくは長さ2-4mm、がく1枚あたり2本の雄しべがある。種子の大きさは0.3-0.5mm。染色体数は2n=16。